# Marius Pena
Marius George Pena (*Bucarest, Rumania, 2 de mayo de 1985) es un futbolista rumano. Se desempeña en posición de delantero y actualmente juega en el Concordia Chiajna que milita en la Liga I.

## Clubes
| Club                   | País       | Temporadas         |
| ---------------------- | ---------- | ------------------ |
| Progresul de Bucarest  | Rumania    | 1999/00 a 2002/03  |
| FC Torpedo Moscú       | Rusia      | 2003               |
| FC Steaua II București | Rumania    | 2004/05            |
| FC Rapid II București  | Rumania    | 2004/05            |
| CSM Râmnicu Vâlcea     | Rumania    | 2005/06            |
| FC Rapid II București  | Rumania    | 2005/06            |
| CS Concordia Chiajna   | Rumania    | 2006/07 a 2007/08  |
| FC Oțelul Galați       | Rumania    | 2008/09 a 2012/13  |
| FC Baku                | Azerbaiyán | 2013/14            |
| Concordia Chiajna      | Rumania    | 2014/15 a Presente |

## Palmarés

### Campeonatos nacionales
| Título                   | Club                 | País    | Año     |
| ------------------------ | -------------------- | ------- | ------- |
| Liga I (1)               | FC Oțelul Galați     | Rumania | 2010/11 |
| Supercopa de Rumanía (1) | FC Oțelul Galați     | Rumania | 2011    |
| Liga III (1)             | CS Concordia Chiajna | Rumania | 2006/07 |